# Lapeer, Michigan
Lapeer är en stad i den amerikanska delstaten Michigan med en yta av 14,4 km² och en folkmängd som uppgår till 9 072 invånare (2000). Lapeer är administrativ huvudort i Lapeer County.

## Kända personer från Lapeer
- Charles E. Potter, politiker
- Jim Slater, ishockeyspelare